# 1999 en Palestine
Chronologie de la Palestine
- 1995
- 1996
- 1997
- 1998
- 1999
- 2000
- 2001
- 2002
- 2003

Cette page concerne les évènements survenus en 1999 en Palestine :

## Évènements
- 4 mai : La période intérimaire de cinq ans, convenue dans l'accord d'Oslo I de 1993 et entamée avec la signature de l'accord Gaza-Jéricho, s'achève sans qu'un accord de paix global n'ait été conclu.
- 3 juin : 3 000 Palestiniens participent à une « journée de rage / journée de colère » pour protester contre l'expansion des colonies israéliennes en Cisjordanie à l'appel de l'Autorité palestinienne[1]. Le sociologue Baruch Kimmerling note que le résultat de l'appel est finalement "minime"[2].
- 17 juin : L'Autorité palestinienne rejoint l'Union parlementaire des États membres de l'Organisation de la coopération islamique (en) lors de sa création en Iran.
- 4 septembre : Mémorandum de Charm el-Cheikh (accord entre la Palestine et Israël)[3].
- 10 septembre : Le gouvernement israélien transfère préventivement le contrôle civil de 7 % de la Cisjordanie à l'Autorité palestinienne, le premier transfert d'autorité légale en 1999, en préparation des pourparlers de paix qui auront lieu plus tard dans la semaine[4].
- 13 septembre-3 octobre : Des négociations bilatérales sur le statut final de la Palestine sont menées, mais aucun accord n'est signé en raison de différends sur Jérusalem, les réfugiés palestiniens et les droits de circulation entre Gaza et la Cisjordanie[5].
- Le taux de chômage en Cisjordanie est estimé à 9,6 %. Celui dans la bande de Gaza est estimé à 17 %[6].

## Sortie de film
- Cyber Palestine

## Créations
- Centre Al Mezan pour les droits de l'homme (en)
- École internationale américaine de Gaza (en)
- Jawwal (en), Société palestinienne de communications cellulaires.
- Musée de la production d'huile d'olive d'Al-Badd (en)
- Palais des congrès de Bethléem (en)
- Palestinian Satellite Channel (en)
- Palestine Wildlife Society (en), société palestinienne pour la faune.